# Sihareo (Mandrehe Utara)
Sihareo is een bestuurslaag in het regentschap Nias Barat van de provincie Noord-Sumatra, Indonesië. Sihareo telt 410 inwoners (volkstelling 2010).